# عبدالله دیابی
عبدالله دیابی (انگلیسی: Abdoulay Diaby؛ زادهٔ ۲۱ مهٔ ۱۹۹۱) بازیکن فوتبال اهل فرانسه است.
از باشگاه‌هایی که در آن بازی کرده‌است می‌توان به باشگاه فوتبال بشیکتاش، باشگاه فوتبال کلوب بروژ، باشگاه فوتبال سدان، باشگاه فوتبال لیل، باشگاه فوتبال ختافه، باشگاه فوتبال اسپورتینگ پرتغال، و باشگاه فوتبال اندرلشت اشاره کرد.
وی همچنین در تیم ملی فوتبال مالی بازی کرده‌است.